# Calathus
Calathus is een geslacht van kevers uit de familie van de loopkevers (Carabidae). De wetenschappelijke naam van het geslacht is voor het eerst geldig gepubliceerd in 1810 door Bonelli.

## Soorten
Het geslacht Calathus omvat de volgende soorten:
- Calathus abaxoides Brulle, 1839
- Calathus acuticollis Putzeys, 1873
- Calathus albanicus Apfelbeck, 1906
- Calathus algens Andrewes, 1934
- Calathus alternans Faldermann, 1836
- Calathus ambigens Bates, 1891
- Calathus ambiguus Paykull, 1790
- Calathus amplius Escalera, 1921
- Calathus anatolicus Jedlicka, 1969
- Calathus angularis Brulle, 1839
- Calathus angustulus Wollaston, 1862
- Calathus anistschenkoi O. Berlov & Ippolitova, 2005
- Calathus annapurnae J. Schmidt, 1999
- Calathus appendiculatus Wollaston, 1862
- Calathus arcuatus Gautier des Cottes, 1870
- Calathus ascendens Wollaston, 1862
- Calathus asturiensis Vuillefroy, 1866
- Calathus auctus Wollaston, 1862
- Calathus aztec Ball & Negre, 1972
- Calathus baeticus Rambur, 1837
- Calathus bolivari Negre, 1968
- Calathus bosnicus Ganglbauer, 1891
- Calathus brevis Gautier des Cottes, 1866
- Calathus busii F. Battoni, 1984
- Calathus calceus Ball & Negre, 1972
- Calathus canariensis Harold, 1868
- Calathus carinatus Brulle, 1839
- Calathus carvalhoi Serrano & Borges, 1986
- Calathus casalei F. Battoni, 1986
- Calathus ciliatus Wollaston, 1862
- Calathus cinctus Motschulsky, 1850
- Calathus circumseptus Germar, 1824
- Calathus clauseni Ball & Negre, 1972
- Calathus cognatus Wollaston, 1864
- Calathus colasianus Mateu, 1970
- Calathus complanatus Dejean, 1828
- Calathus deplanatus Chaudoir, 1843
- Calathus depressus Brulle, 1836
- Calathus deyrollei Gautier des Cottes, 1870
- Calathus distinguendus Chaudoir, 1846
- Calathus durango Ball & Negre, 1972
- Calathus ellipticus Reitter, 1889
- Calathus erratus C.R.Sahlberg, 1827
- Calathus erwini Ball & Negre, 1972
- Calathus erzeliki Schweiger, 1977
- Calathus extensicollis Putzeys, 1873
- Calathus femoralis Chaudoir, 1846
- Calathus fimbriatus Wollaston, 1858
- Calathus focarilei Schatzmayr, 1947
- Calathus fracassii Heyden, 1908
- Calathus freyi Colas, 1941
- Calathus fuscipes Goeze, 1777
- Calathus gansuensis Jedlicka, 1937
- Calathus gelascens Andrewes, 1934
- Calathus giganteus Dejean, 1828
- Calathus glabricollis Dejean, 1828
- Calathus gomerensis Colas, 1943
- Calathus gonzalezi Mateu, 1956
- Calathus granatensis Vuillefroy, 1866
- Calathus gregarius (Say, 1823)
- Calathus heinertzi Deuve, Lassalle & Queinnec, 1985
- Calathus heinzianus F. Battoni, 1986
- Calathus himalayae Bates, 1891
- Calathus hispanicus Gautier des Cottes, 1866
- Calathus holzschuhi Kirschenhofer, 1990
- Calathus hyrcanus Hainz, 1970
- Calathus ingratus Dejean, 1828
- Calathus jakupicensis Gueorguiev, 2008
- Calathus kirschenhoferi F. Battoni, 1982
- Calathus kirschenhoferianus F. Battoni, 1986
- Calathus kollari Putzeys, 1873
- Calathus korax Reitter, 1889
- Calathus kryzhanovskii J. Schmidt, 1999
- Calathus laureticola Wollaston, 1865
- Calathus leechi Ball & Negre, 1972
- Calathus leptodactylus Putzeys, 1873
- Calathus libanensis Putzeys, 1873
- Calathus lissoderus Putzeys, 1873
- Calathus longicollis Motschulsky, 1865
- Calathus luctuosus Latreille, 1804
- Calathus lundbladi Colas, 1938
- Calathus macedonicus Maran, 1935
- Calathus malacensis Negre, 1966
- Calathus manasluensis J. Schmidt, 1999
- Calathus marcellae Colas, 1943
- Calathus marmoreus Ball & Negre, 1972
- Calathus martensi J. Schmidt, 1999
- Calathus melanocephalus Linne, 1758
- Calathus metallicus Dejean, 1828
- Calathus mexicanus Chaudoir, 1837
- Calathus micropterus Dufischmid, 1812
- Calathus minutus Gautier des Cottes, 1866
- Calathus mirei Negre, 1966
- Calathus mollis Marsham, 1802
- Calathus montanellus Heinz, 2000
- Calathus montivagus Dejean, 1831
- Calathus moralesi Negre, 1966
- Calathus muchei Jedlicka, 1961
- Calathus obliteratus Wollaston, 1865
- Calathus oertzeni Jeanne & F. Battoni, 1988
- Calathus opaculus Leconte, 1854
- Calathus opacus Lucas, 1846
- Calathus ordinatus Gautier des Cottes, 1870
- Calathus oreades Negre, 1966
- Calathus ovipennis Putzeys, 1873
- Calathus pecoudi Colas, 1938
- Calathus peltatus Kolenati, 1845
- Calathus peropacus Casey, 1920
- Calathus pilosipennis Machado, 1992
- Calathus pirazzolii Putzeys, 1873
- Calathus pommeranzi J. Schmidt, 1999
- Calathus potosi Ball & Negre, 1972
- Calathus prentus Jedlicka, 1937
- Calathus ravasinii J. Muller, 1935
- Calathus rectus Wollaston, 1862
- Calathus reflexicollis Faldermann, 1839
- Calathus refleximargo Machado, 1992
- Calathus reflexus Schaum, 1858
- Calathus rhaticus Antoine, 1941
- Calathus roccai F. Battoni, 1984
- Calathus rotgeri Ball & Negre, 1972
- Calathus rotundatus Jaequelin du Val, 1857
- Calathus rotundicollis Dejean, 1828
- Calathus rubripes Dejean, 1831
- Calathus ruficollis Dejean, 1828
- Calathus rufocastaneus Wollaston, 1862
- Calathus semisericeus Fairmaire, 1879
- Calathus simplicicollis Wollaston, 1862
- Calathus sirentensis d’Amore Fracassi, 1908
- Calathus solieri Bassi, 1834
- Calathus spretus Wollaston, 1862
- Calathus sterbai Jedlicka, 1937
- Calathus subfuscus Wollaston, 1865
- Calathus suffuscus Andrewes, 1934
- Calathus syriacus Chaudoir, 1863
- Calathus tombesii F. Battons, 1976
- Calathus uniseriatus Vuillefroy, 1866
- Calathus vicenteorum Schatzmayr, 1937
- Calathus vignatagliantii F. Battoni, 1986
- Calathus vivesi Negre, 1966
- Calathus vividus Fabricius, 1801
- Calathus vuillefroyi Gautier des Cottes, 1867
- Calathus whiteheadi Ball & Negre, 1972
- Calathus wittmerianus Deuve, Lassalle & Queinnec, 1985
- Calathus zabroides Putzeys, 1873